# Thurayyā Malḥas
Thurayyā 'Abd al-Fattāḥ Malḥas (Amán, 1925- Amán, 23 de febrero de 2013) en árabe: ثريا ملحس‎ , fue una poeta y académica palestina. Se la considera una pionera de la poesía de verso libre entre las escritoras palestinas.

## Trayectoria
Malḥas nació en 1925 en Amán, en lo que entonces era el Emirato de Transjordania. Asistió a la escuela primaria en su ciudad, cuando contaba con quince años se trasladó a Jerusalén y allí completó la escuela secundaria.Cursó estudios en la Escuela Nacional para Niñas al-Ahliyya en Beirut, junto a futuras figuras creativas como Saloua Raouda Choucair, con quien trabó amistad.
En 1945, Malḥas se graduó en el American Junior College for Women, que pasó a llamarse Libanese American University. Estudió árabe y pedagogía en la Universidad Americana de Beirut, donde se licenció en 1947 y realizó un máster en 1951. Posteriormente, en la década de 1950, viajó al Reino Unido para continuar sus estudios en la Escuela de Estudios Orientales y Africanos de Londres. Había regresado al American Junior College for Women, rebautizado como Beirut College for Women, para enseñar en 1952, y finalmente ascendió a directora del departamento de árabe.
En 1981, obtuvo un doctorado en filosofía árabe en la Universidad Saint Joseph y se convirtió en profesora de la universidad.

## Literatura
Malḥas es considerada la primera escritora palestina como creadora de poesía en verso libre, sin depender de la métrica.Esto marcó un cambio en la producción literaria de las mujeres palestinas antes del éxodo palestino de 1948, que, en general, se había caracterizado por un lenguaje florido y muy tradicional. Los eruditos contemporáneos la describieron como una "poetisa de la abstracción"y su poesía en prosa se caracterizaba por elementos líricos y místicos, incluidas "palabras e imágenes desconocidas". En ocasiones descrita como modernista, Malḥas también es considerada parte de la primera generación de poetas modernas nacidas en lo que entonces era Transjordania.
A partir de la década de 1940, escribió para varias publicaciones locales en el Líbano, sobre todo como crítica de arte, incluida la cobertura de la primera exposición pública de su excompañera de clase Saloua Choucair en Beirut en 1952.A mediados y finales de la década de 1940, comenzó a publicar poesía y prosa en la revista Al Adib, y su estilo característico influyó en la escena literaria local.
Su primera colección de poesía en prosa, al-Nashid al-Ta'ih (El himno descarriado), se publicó en 1949. Publicaría otras seis colecciones de poesía entre 1952 y 1968.También publicó un libro de poemas en inglés, llamado Prisoners of Time. En 2001, su obra fue incluida en La poesía de las mujeres árabes: una antología contemporánea.
Aunque es más conocida como poeta, también escribió cuentos, novelas y ensayos. Además, produjo varios libros educativos y trabajos académicos, incluido Mikhail Naimy al-Adib al-Sufi, un estudio sobre el escritor libanés Mijail Nuáima, en 1964.
Malḥas estaba casada con su colega académico Musa Sulaiman. Murió en Amán en 2013 a los 88 años.